# Hilleshögs församling
Hilleshögs församling var en församling i Stockholms stift och i Ekerö kommun i Stockholms län. Församlingen uppgick 1992 i Färingsö församling.

## Administrativ historik
Församlingen har medeltida ursprung och utgjorde tidigt ett eget pastorat för att därefter till 1943 vara annexförsamling i pastoratet Färentuna och Hilleshög. Från 1943 till 1992 annexförsamling i pastoratet Sånga, Skå, Färentuna och Hilleshög. Församlingen uppgick 1992 i Färingsö församling.

## Komministrar
| Ämbetstid | Namn                           | Levnadstid | Övrigt                                      |
| --------- | ------------------------------ | ---------- | ------------------------------------------- |
| 1400      | Jacobus Petri                  |            |                                             |
| 1593-1603 | Johannes Nicolai               |            |                                             |
| 1636      | Olaus                          |            |                                             |
| 1649      | Marcus Thomae Agerstadius      |            |                                             |
| 1661      | Olaus                          |            |                                             |
| 1662-1671 | Nils Jonae Phragmenius         |            | Senare kyrkoherde i Munsö församling.       |
| 1673      | Eric Herbergenius              | -1673      |                                             |
| 1697      | Johan Brodin                   | -1697      |                                             |
| 1698-1714 | Olof Arnerus                   | -1732      |                                             |
| 1714-1746 | Pehr Ehrenström                | -1746      |                                             |
| 1746-1762 | Isaac Erling                   | -1770      | Senare kyrkoherde i Adelsö församling.      |
| 1763-1768 | Johan Chrysostomus Phragmenius | 1714-1768  |                                             |
| 1769-1785 | Anders Hillgren                | 1732-1785  |                                             |
| 1785-1820 | Gustaf Eric Bodman             | 1746-1820  |                                             |
| 1821-1830 | Carl Eric Karlsten             |            | Senare kyrkoherde i Eds församling.         |
| 1831-1835 | Carl Gustaf Almstedt           |            | Senare kyrkoherde i Västra Ryds församling. |
| 1836-     | Nils Johan Åström              | 1801-      |                                             |

## Klockare och organister
| Ämbetstid | Namn                 | Levnadstid | Övrigt                              |
| --------- | -------------------- | ---------- | ----------------------------------- |
| 1653      | Bengt Staffansson    |            | Klockare                            |
| -1688     | Johan Brodin         | -1697      | Klockare                            |
| 1688–1692 | Eric Andersson       | –1698      | Klockare                            |
| 1693-1700 | Johan Eliasson       | 1666-1700  | Klockare                            |
| 1701-1705 | Olof Brodin          | -1705      | Klockare                            |
| 1706-1720 | Stephan Johansson    |            | Klockare                            |
| 1720-1722 | Johan Matsson        |            | Klockare                            |
| 1722-1729 | Anders Eriksson      | 1691-1729  | Klockare                            |
| 1730-1738 | Johan Thomsson       | 1688-1738  | Klockare                            |
| 1739-1759 | Hans Sjöberg         | -1759      | Klockare                            |
| 1759-1799 | Eric Winqvist        | 1734-1799  | Klockare och organist.              |
| 1800-1827 | Eric Salomonsson     | 1774-1827  | Klockare och organist               |
| 1828-1840 | Georg Henric Henning | 1803-1840  | Klockare och organist               |
| 1840-1876 | Carl Johan Haglund   | 1818-1876  | Klockare, organist och barnalärare. |

## Kyrkor
- Hilleshögs kyrka